# 陳毓賢
陳毓賢（1480年—？），字則英，號横川，福建福州府長樂縣人，民籍，明朝政治人物。

## 生平
正德八年（1513年）癸酉科福建鄉試第五十五名舉人。正德十二年（1517年）中式丁丑科會試第二百四十四名，登第二甲第九十四名進士。工部观政，授户部主事，升员外郎、工部管河郎中，出为陕西布政使司左參議，嘉靖八年（1529年）十一月官山西按察司副使。擢广西布政司参政，卒。

## 家族
曾祖陳瀛；祖父陳孟止；父陳元吉。前母林氏；母丁氏。慈侍下。兄象賢、尊賢。弟招賢。